# 2012年ヨーロッパグランプリ
2012年ヨーロッパグランプリは、2012年F1世界選手権第8戦として、2012年6月24日にバレンシア市街地コースで開催された。正式名称は2012 Formula 1 Grand Prix of Europe。

## 予選
大接戦の予選を制したのはベッテル。今シーズン3回目のポールポジションは、自身通算33回目で、ジム・クラーク、アラン・プロストと並び歴代3位タイとなった。
Q1セッションではDRSトラブルもありQ3常連のウェバーが脱落。なお、体調不良を抱えていたグロックはセッションを欠場した。
Q2は通過10台のタイム差が僅か0.22秒の大混戦となり、フェラーリの2台やシューマッハもQ3進出を逃した。Q3に2台揃って進出できたのは、マクラーレン、ロータス、フォースインディアの3チームであった。
Q3ではベッテルが渾身のアタックを決め、2位に0.3秒以上の差をつけてポールポジションを獲得した。

### 結果
| 順位                                  | No. | ドライバー                 | チーム                         | Q1       | Q2       | Q3       | グリッド |
| ------------------------------------- | --- | -------------------------- | ------------------------------ | -------- | -------- | -------- | -------- |
| 1                                     | 1   | セバスチャン・ベッテル     | レッドブル-ルノー              | 1:39.626 | 1:38.530 | 1:38.086 | 1        |
| 2                                     | 4   | ルイス・ハミルトン         | マクラーレン・メルセデス       | 1:39.169 | 1:38.616 | 1:38.410 | 2        |
| 3                                     | 18  | パストール・マルドナド     | ウィリアムズ・ルノー           | 1:38.825 | 1:38.570 | 1:38.475 | 3        |
| 4                                     | 10  | ロマン・グロージャン       | ロータス-ルノー                | 1:39.530 | 1:38.489 | 1:38.505 | 4        |
| 5                                     | 9   | キミ・ライコネン           | ロータス-ルノー                | 1:39.464 | 1:38.531 | 1:38.513 | 5        |
| 6                                     | 8   | ニコ・ロズベルグ           | メルセデス                     | 1:39.061 | 1:38.504 | 1:38.623 | 6        |
| 7                                     | 14  | 小林可夢偉                 | ザウバー-フェラーリ            | 1:39.651 | 1:38.703 | 1:38.741 | 7        |
| 8                                     | 12  | ニコ・ヒュルケンベルグ     | フォースインディア・メルセデス | 1:39.009 | 1:38.689 | 1:38.752 | 8        |
| 9                                     | 3   | ジェンソン・バトン         | マクラーレン・メルセデス       | 1:39.622 | 1:38.563 | 1:38.801 | 9        |
| 10                                    | 11  | ポール・ディ・レスタ       | フォースインディア・メルセデス | 1:38.858 | 1:38.519 | 1:38.992 | 10       |
| 11                                    | 5   | フェルナンド・アロンソ     | フェラーリ                     | 1:39.409 | 1:38.707 |          | 11       |
| 12                                    | 7   | ミハエル・シューマッハ     | メルセデス                     | 1:39.447 | 1:38.770 |          | 12       |
| 13                                    | 6   | フェリペ・マッサ           | フェラーリ                     | 1:39.388 | 1:38.780 |          | 13       |
| 14                                    | 19  | ブルーノ・セナ             | ウィリアムズ・ルノー           | 1:39.449 | 1:39.207 |          | 14       |
| 15                                    | 15  | セルジオ・ペレス           | ザウバー-フェラーリ            | 1:39.353 | 1:39.358 |          | 15       |
| 16                                    | 20  | ヘイキ・コバライネン       | ケータハム・ルノー             | 1:40.087 | 1:40.295 |          | 16       |
| 17                                    | 16  | ダニエル・リチャルド       | トロ・ロッソ・フェラーリ       | 1:39.924 | 1:40.358 |          | 17       |
| 18                                    | 17  | ジャン＝エリック・ベルニュ | トロ・ロッソ・フェラーリ       | 1:40.203 |          |          | 18       |
| 19                                    | 2   | マーク・ウェバー           | レッドブル-ルノー              | 1:40.395 |          |          | 19       |
| 20                                    | 21  | ヴィタリー・ペトロフ       | ケータハム・ルノー             | 1:40.457 |          |          | 20       |
| 21                                    | 22  | ペドロ・デ・ラ・ロサ       | HRT・コスワース                | 1:42.171 |          |          | 21       |
| 22                                    | 23  | ナレイン・カーティケヤン   | HRT・コスワース                | 1:42.527 |          |          | 22       |
| 23                                    | 25  | シャルル・ピック           | マルシャ・コスワース           | 1:42.675 |          |          | 23       |
| 予選通過タイム: 1:45.742 (107%ルール) |     |                            |                                |          |          |          |          |
| DNS1                                  | 24  | ティモ・グロック           | マルシャ・コスワース           | no time  |          |          | —        |

追記
^1 - グロックは体調不良のため予選セッションを欠場

## 決勝

### 展開
現地時間14時開始の決勝レースは、気温26度、路面温度45度とタイヤに厳しい高温状態でのレーススタートとなった。
スタート時に大きな混乱はなく、ベッテルが好スタートを切った。グロージャンがマルドナドをかわして3番手へ、小林が5番手に上がる一方で、ロズベルグは順位を大きく下げ10番手まで後退した。オープニングラップを終えた順位はベッテル、ハミルトン、グロージャン、マルドナド、可夢偉、ライコネン、ヒュルケンベルグ、アロンソ。ベッテルが自己ベストを連発しながら逃げる中、ハミルトンのペースは思うように上がらずグロージャンに攻め立てられるも、オーバーテイクの難しいバレンシアではかわされるまでには至らず。10周目にようやくグロージャンが成功した時には、ベッテルは10秒以上先行していた。
上位陣のピットストップは11～16周目。ピットを行っていない車が入り混じる渋滞した状況の中、21周目にセナと小林が接触。小林はフロントウイングを破損し、セナはリアタイヤをバーストした。セナは、この件でドライブスルーペナルティを受けた。
28周目、後方のコバライネンとベルニュが接触。コース上に破片が広がったことでセーフティーカーが導入され、19秒に広がっていたベッテルのリードはリセットされることとなった。このタイミングで多くのマシンは最後のピットストップ。ハミルトンはフロントジャッキの故障でピット作業に時間がかかり、順位を下げることとなった。この段階での順位は、ベッテル、グロージャン、アロンソ、リチャルド、ライコネン、ハミルトン、ロズベルグ、シューマッハ、ウェバー。リチャルド、ロズベルグ、シューマッハ、ウェバーはまだ1回しかピットストップを行っていない。
34周目にレースが再開されると、再開後すぐの2コーナーでアロンソがグロージャンをパスし2番手に浮上する。すると、すぐにベッテルがスローダウン。アロンソが労せずしてトップに立ち、グロージャンが僅差で追う展開となる。後方では小林とマッサが接触。小林はリタイヤとなり、さらに次戦5グリット降格のペナルティを受けた。
41周目には2番手を走行するグロージャンもストップ。ベッテル、グロージャンともルノーエンジンのオルタネーターのオーバーヒートが原因だった。これによりアロンソ、ハミルトン、ライコネンのトップ3となった。アロンソがハミルトンとの差を広げ、その後方でライコネンが2位を窺う。
レース残りわずかとなった55周目、ハミルトンのタイヤが限界に達し、みるみるペースダウン。ライコネンがハミルトンをかわし2番手に立つと、4番手を走行していたマルドナドもハミルトンに攻撃を仕掛ける。しかしマルドナドはハミルトンと接触。ハミルトンはその場でリタイヤとなり、マルドナドはフロントウイングを失ったままチェッカーを受けるも、20秒のタイムペナルティを受けポイント圏外に沈んだ。
トップでチェッカーを受けたのはアロンソ。ライコネンがこれに続き、3番手には先ほどまで6番手を走行していたシューマッハが入った。シューマッハと4番手のウェバーは1ストップから2ストップに切り替えたことが成功し、レース終盤にポジションを挽回。ハミルトンとマルドナドの接触に加え、タイヤが限界を迎えていたヒュルケンベルグを最終ラップでかわした。
開幕以来7戦連続して異なる勝者が誕生していたが、アロンソが今季2勝目一番乗りを果たした。地元スペインでの優勝は2006年スペインGP以来となる。経済的苦境にある母国を励ましたいと願っていたアロンソは「今回の勝利は、感動の大きさでは今までで一番の勝利だ」と語り、表彰台で感極まり目頭を押さえた。アロンソは昨年のヨーロッパGPから20戦連続入賞を続けており、ポイント上位勢がノーポイントに終わったことで、ポイントランキングでもトップとなり、2位に20ポイント差をつけた。
3位に入ったシューマッハは現役復帰後初で、2006年中国GP以来6年ぶりの表彰台。レース後に黄旗区間でのDRS使用を取りざたされたが、充分に減速を行ったとしてペナルティは科されなかった。ライコネンも合わせた3人の合計はタイトル10回、138勝で、いずれも過去最高記録となる豪華な表彰台であった。
バレンシア市街地コースは追い抜きが難しいため単調な展開になると思われていたが、今回はDRSゾーンが2つから1つに減らされたにもかかわらずオーバーテイク回数が58回に達し、接触やペナルティが多発する激しいレースとなった。

### 結果
| 順位  | No. | ドライバー                 | チーム                         | 周回数 | タイム / リタイア | グリッド | ポイント |
| ----- | --- | -------------------------- | ------------------------------ | ------ | ----------------- | -------- | -------- |
| 1     | 5   | フェルナンド・アロンソ     | フェラーリ                     | 57     | 1:44:16.649       | 11       | 25       |
| 2     | 9   | キミ・ライコネン           | ロータス-ルノー                | 57     | +6.421            | 5        | 18       |
| 3     | 7   | ミハエル・シューマッハ     | メルセデス                     | 57     | +12.639           | 12       | 15       |
| 4     | 2   | マーク・ウェバー           | レッドブル-ルノー              | 57     | +13.628           | 19       | 12       |
| 5     | 12  | ニコ・ヒュルケンベルグ     | フォースインディア・メルセデス | 57     | +19.993           | 8        | 10       |
| 6     | 8   | ニコ・ロズベルグ           | メルセデス                     | 57     | +21.176           | 6        | 8        |
| 7     | 11  | ポール・ディ・レスタ       | フォースインディア・メルセデス | 57     | +22.866           | 10       | 6        |
| 8     | 3   | ジェンソン・バトン         | マクラーレン・メルセデス       | 57     | +24.653           | 9        | 4        |
| 9     | 15  | セルジオ・ペレス           | ザウバー-フェラーリ            | 57     | +27.777           | 15       | 2        |
| 10    | 19  | ブルーノ・セナ             | ウィリアムズ・ルノー           | 57     | +35.961           | 14       | 1        |
| 11    | 16  | ダニエル・リチャルド       | トロ・ロッソ・フェラーリ       | 57     | +37.041           | 17       |          |
| 12    | 18  | パストール・マルドナド     | ウィリアムズ・ルノー           | 57     | +54.6301          | 3        |          |
| 13    | 21  | ヴィタリー・ペトロフ       | ケータハム・ルノー             | 57     | +1:15.871         | 20       |          |
| 14    | 20  | ヘイキ・コバライネン       | ケータハム・ルノー             | 57     | +1:34.654         | 16       |          |
| 15    | 25  | シャルル・ピック           | マルシャ・コスワース           | 57     | +1:36.551         | 23       |          |
| 16    | 6   | フェリペ・マッサ           | フェラーリ                     | 56     | +1 Lap            | 13       |          |
| 17    | 22  | ペドロ・デ・ラ・ロサ       | HRT・コスワース                | 56     | +1 Lap            | 21       |          |
| 18    | 23  | ナレイン・カーティケヤン   | HRT・コスワース                | 56     | +1 Lap            | 22       |          |
| 19    | 4   | ルイス・ハミルトン         | マクラーレン・メルセデス       | 55     | 接触              | 2        |          |
| Ret   | 10  | ロマン・グロージャン       | ロータス-ルノー                | 40     | オルタネーター    | 4        |          |
| Ret   | 1   | セバスチャン・ベッテル     | レッドブル-ルノー              | 33     | オルタネーター    | 1        |          |
| Ret   | 14  | 小林可夢偉                 | ザウバー-フェラーリ            | 33     | 接触              | 7        |          |
| Ret   | 17  | ジャン＝エリック・ベルニュ | トロ・ロッソ・フェラーリ       | 26     | 接触              | 18       |          |
| DNS2  | 24  | ティモ・グロック           | マルシャ・コスワース           | 0      | 体調不良          |          |          |
| 注釈: |     |                            |                                |        |                   |          |          |

追記
^1 - マルドナドはハミルトンとの接触で20秒加算のペナルティ
^2 - 予選欠場で107%タイムをクリアしていなかったグロックは、レーススチュワードにより決勝への出走が許可されたものの、体調不良により決勝レースも欠場

## 第8戦終了時点でのランキング
| 順位 | ドライバー             | ポイント |
| ---- | ---------------------- | -------- |
| 1    | フェルナンド・アロンソ | 111      |
| 2    | マーク・ウェバー       | 91       |
| 3    | ルイス・ハミルトン     | 88       |
| 4    | セバスチャン・ベッテル | 85       |
| 5    | ニコ・ロズベルグ       | 75       |

| 順位 | コンストラクター         | ポイント |
| ---- | ------------------------ | -------- |
| 1    | レッドブル・ルノー       | 176      |
| 2    | マクラーレン・メルセデス | 137      |
| 3    | ロータス・ルノー         | 126      |
| 4    | フェラーリ               | 122      |
| 5    | メルセデス               | 92       |

- 注：ドライバー、コンストラクター共にトップ5のみ表示。